# Suzanne Kosmas

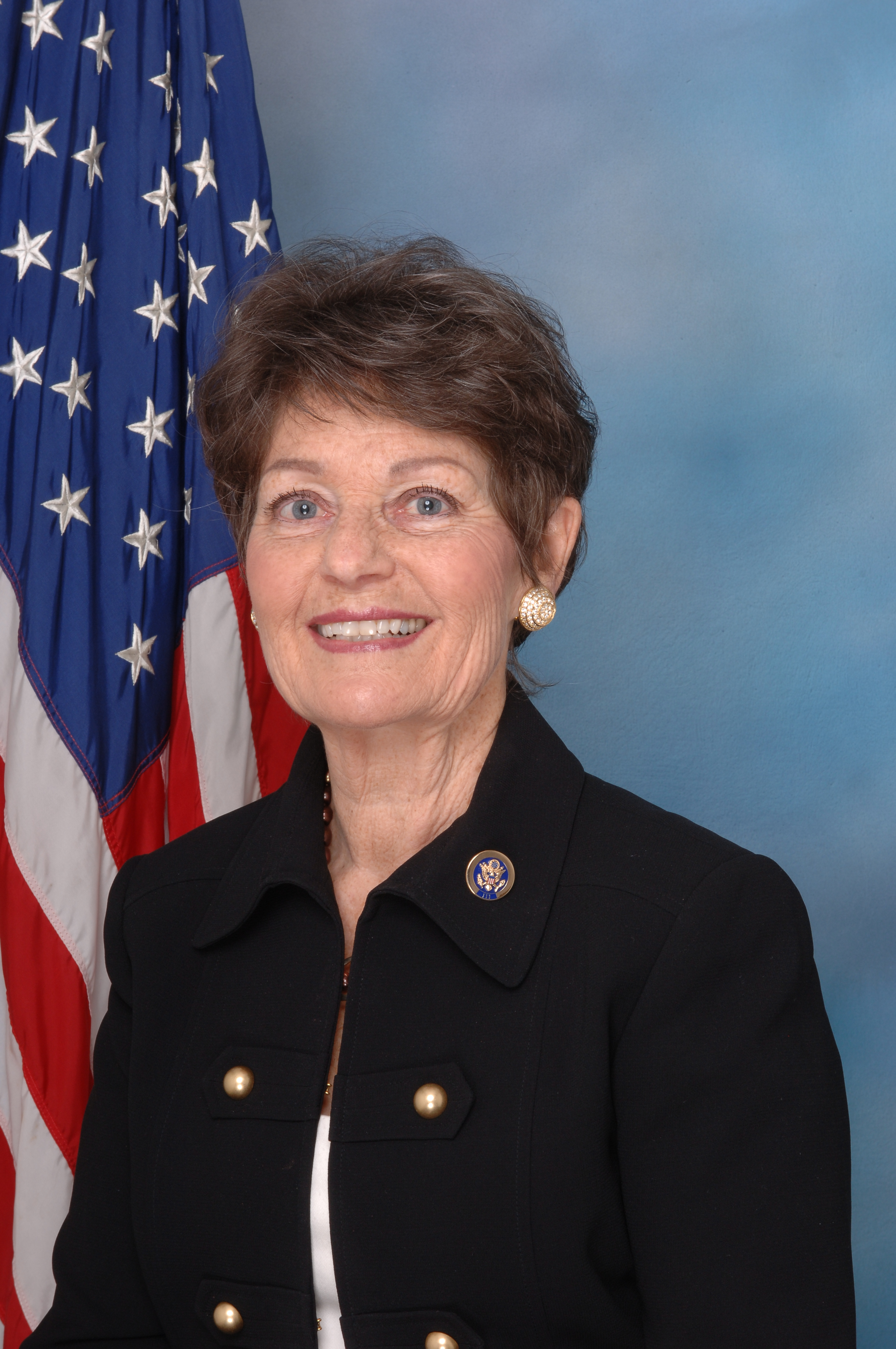
Suzanne Kosmas

Suzanne M. Kosmas, född 25 februari 1944 i Washington, D.C., är en amerikansk demokratisk politiker. Hon representerade delstaten Floridas 24:e distrikt i USA:s representanthus 2009–2011. Hon var fastighetsmäklare innan hon blev politiker.
Kosmas studerade 1961-1963 vid Pennsylvania State University och 1971-1973 vid George Mason University. Hon flyttade 1973 till New Smyrna Beach. Hon avlade 1998 sin kandidatexamen vid Stetson University. Hon är frånskild och har fyra vuxna barn.
Kosmas besegrade sittande kongressledamoten Tom Feeney i kongressvalet i USA 2008.